# 凯琳·弗赖伊
凯琳·弗赖伊（英語：Kaylynn Fry，1966年10月28日—），澳大利亚女子赛艇运动员。她曾代表澳大利亚参加1986年英联邦运动会赛艇比赛，获得一枚金牌和一枚银牌。她也曾参加1996年夏季奥林匹克运动会。